# Privatus
No direito romano, o adjetivo latino privatus é utilizado para distinguir entre o que é "privado" e o que é "publicus", sendo que "público" tinha o sentido de "pertencente ao povo romano". Utilizado como substantivo, o termo privatus designa o cidadão romano que não é um magistrado público (cargo eletivo) e nem serve no exército romano. 
Durante o período republicano, um privatus podia, por vezes, receber o imperium durante uma crise, um evento cuja definição é elástica, tornando-se um privatus cum imperio; a concentração de poderes por indivíduos não-eleitos contribuiu significativamente para o desmantelamento dos sistema de pesos e contrapesos que mantinha viva a própria república.

## Termos legais
- Res privatae, "coisas pertencentes a indivíduos", utilizado em contraposição à "res publicae"[3].
- Res privata Caesaris, "coisas pertencentes ao imperador romano", que era um privatus.
- Ager privatus, "terra privada", utilizado em contraposição à ager publicus.
- Actiones privatae, "ações que protegem os direitos privados dos indivíduos"; similar a iudicia privata, um julgamento civil presidido por um iudex privatus (abaixo)[4].
- Iter privatum, uma "estrada privada"[5].
- Carcer privatus, um "cárcere privado". Esta forma de prisão era utilizada para escravos e, nos primeiros anos da República, para devedores inadimplentes (veja nexum). Os imperadores Zenão e Justiniano proibiram os cárceres privados[6].

### Iudex privatus
O iudex privatus era um juiz leigo (não eleito) que conduzia um caso civil a quem as partes consentiam em se submeter e, geralmente, escolhiam. Quando as partes não concordavam sobre um juiz em especial, ele era escolhido a partir de uma lista de potenciais juízes preparada por um pretor. Ele era também chamado de iudex unus.